# 2019年世界水泳選手権バルバドス選手団
2019年世界水泳選手権バルバドス選手団は、2019年7月12日から7月28日まで韓国の光州で開催された第18回世界水泳選手権のバルバドス選手団、およびその競技結果。

## 選手団
- 人員: 選手 4人

## 選手名簿・結果
| 選手                 | 種目           | 予選      | 予選 | 準決勝   | 準決勝   | 決勝     | 決勝     |
| 選手                 | 種目           | 結果      | 順位 | 結果     | 順位     | 結果     | 順位     |
| -------------------- | -------------- | --------- | ---- | -------- | -------- | -------- | -------- |
| ジャック・カービー   | 男子50m背泳ぎ  | 26秒52    | 48位 | 予選敗退 | 予選敗退 | 予選敗退 | 予選敗退 |
| ジャック・カービー   | 男子100m背泳ぎ | 56秒25    | 42位 | 予選敗退 | 予選敗退 | 予選敗退 | 予選敗退 |
| アレックス・ソバーズ | 男子200m自由形 | 1分51秒89 | 46位 | 予選敗退 | 予選敗退 | 予選敗退 | 予選敗退 |
| アレックス・ソバーズ | 男子400m自由形 | 3分58秒97 | 36位 | -        | -        | 予選敗退 | 予選敗退 |
| ダニエル・タイタス   | 女子100m背泳ぎ | 1分03秒66 | 43位 | 予選敗退 | 予選敗退 | 予選敗退 | 予選敗退 |
| ダニエル・タイタス   | 女子200m背泳ぎ | 2分25秒13 | 38位 | 予選敗退 | 予選敗退 | 予選敗退 | 予選敗退 |
| ダニエル・トレジャー | 女子200m自由形 | 2分11秒51 | 46位 | 予選敗退 | 予選敗退 | 予選敗退 | 予選敗退 |
| ダニエル・トレジャー | 女子400m自由形 | 4分37秒22 | 40位 | -        | -        | 予選敗退 | 予選敗退 |